# Tennant Creek
Tennant Creek est une ville située dans le Territoire du Nord, en Australie, dont la population s’élève en 2016 à 2 991 habitants, pour la moitié aborigène.

## Climat
Jabiru[pas clair] a un climat semi-aride tropical (Köppen : BSh) avec une saison humide irrégulière entre novembre et mars et une longue saison sèche entre avril et octobre. La pluviométrie n'est pas très faible (481,4 mm par an), mais elle est principalement concentrée en été austral. La température la plus faible est de 4,5 °C le 14 juillet 1978. La température la plus élevée enregistrée a été 45,6 °C le 3 janvier 2014.
| Mois                                            | jan.  | fév.  | mars  | avril | mai   | juin | jui.  | août  | sep. | oct.  | nov. | déc.  | année   |
| ----------------------------------------------- | ----- | ----- | ----- | ----- | ----- | ---- | ----- | ----- | ---- | ----- | ---- | ----- | ------- |
| Température minimale moyenne (°C)               | 25    | 24,5  | 23,4  | 20,5  | 16,4  | 13   | 12,4  | 14,4  | 18,5 | 21,8  | 23,9 | 25    | 19,9    |
| Température maximale moyenne (°C)               | 36,7  | 35,8  | 34,6  | 32    | 27,7  | 24,7 | 24,7  | 27,6  | 31,8 | 35    | 36,6 | 37,3  | 32      |
| Record de froid (°C)                            | 17,2  | 17,2  | 14,6  | 11,5  | 6,7   | 5,3  | 4,5   | 6     | 7,4  | 11,6  | 10,7 | 15,7  | 4,5     |
| Record de chaleur (°C)                          | 45,6  | 44,5  | 42,5  | 38,4  | 36,8  | 34   | 35,2  | 36    | 39,4 | 43    | 43,4 | 45,4  | 45,6    |
| Ensoleillement (h)                              | 285,2 | 257,1 | 285,2 | 294   | 300,7 | 294  | 316,2 | 328,6 | 306  | 313,1 | 294  | 291,4 | 3 565,5 |
| Précipitations (mm)                             | 120,4 | 118,4 | 59,3  | 15,1  | 7,7   | 5,7  | 6,3   | 2,4   | 7,5  | 19,2  | 40,3 | 77,8  | 481,4   |
| dont nombre de jours avec précipitations ≥ 1 mm | 7,8   | 7,3   | 4,3   | 1,4   | 1     | 0,7  | 0,5   | 0,4   | 1,2  | 2,6   | 4,1  | 6     | 37,3    |
| Humidité relative (%)                           | 32    | 35    | 29    | 26    | 26    | 26   | 22    | 18    | 17   | 18    | 21   | 26    | 25      |

## Démographie
En 2016, 51,3 % de la population de Tennant Creek est aborigène.
53,8 % de la population déclare ne parler qu'anglais à la maison, alors que 7,7 % déclare parler le warumungu, 3,7 % le warlpiri, 1,9 % l'alyawarr, 1,1 % le malayalam et 1,0 % le filipino.